# Àcid mevalònic
L'àcid mevalònic, o àcid (R)-3,5-dihidroxi-3-metilpentanoic, de fórmula molecular {\displaystyle {\ce {C6H12O4}}}, és un àcid orgànic fonamental en bioquímica.
L'àcid mevalònic fou aïllat per primer cop el 1956 pel grup liderat pel químic estatunidenc Karl August Folkers (1906-1997) a partir del Lactobacillus acidophilus. El mateix any fou aïllat també pel químic japonès G. Tamura de l'Aspergillis oryzae que l'anomenà àcid hiochic, ja que és essencial pel creixement dels bacteris Lactobacillus homohiochi i Lactobacillus heterohiochi. Posteriorment Folkers i Tamura confirmaren que es tractava del mateix compost.

## Propietats

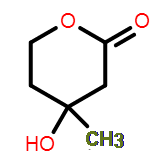
Mevalolactona

És molt soluble en aigua i en dissolvents orgànics polars. De forma espontània el grup hidroxil terminal es condensa amb el grup carboxil i forma una lactona, un èster cíclic, anomenada mevalolactona. Ambdós composts es troben en equilibri químic. L'anió carboxilat de l'àcid mevalònic, que és la forma predominant en entorns biològics, es coneix com a mevalonat i té una gran importància farmacèutica. Fàrmacs com les estatines (que redueixen els nivells de colesterol) aturen la producció de mevalonat inhibint la HMG-CoA reductasa. La mevalonolactona actua per corregir la miopatia lligada a estatines i la distròfia muscular de cintures, causada per una mutació de la HMG-CoA reductasa.

## Biologia
És sintetitzat en els organismes vius per condensació de tres molècules d'acetilcoenzim A i és el precursor en la ruta del mevalonat, la ruta biosintètica a partir de la qual es formen els terpens i els esteroides. Mitjançant diferents reaccions metabòliques, l'àcid mevalònic forneix la unitat estructural de l'isoprè a les diverses classes de terpens i derivats, com els carotenoides, el tocoferol, la ubiquinona, el cautxú, i l'esqualè.